# Liberbank
Liberbank fue un banco español con sede en Madrid constituido en 2011 mediante un Sistema Institucional de Protección (SIP) por Cajastur, Caja de Extremadura y Caja Cantabria, al que aportaron los activos y pasivos del negocio bancario de cada caja de ahorros. El 30 de julio de 2021, se produjo su fusión por absorción por Unicaja.
A 30 de junio de 2021, los activos de Liberbank eran de 46.654 millones de euros siendo, por entonces, la undécima entidad financiera española por volumen de activos. Esa misma fecha, contaba con 575 oficinas y 3.736 empleados.
Cotizababa en la Bolsa de Madrid (LBK).

## Historia

### Precedentes: Nacimiento de Effibank
El 23 de mayo de 2011, se constituyó Effibank, como banco del SIP de Cajastur, Caja de Extremadura y Caja Cantabria. El accionariado quedó formado por un 66% de Cajastur, un 20% de Caja de Extremadura y un 14% de Caja Cantabria.

### Nacimiento de Liberbank
Desde el 19 de julio de 2011, el banco operaba con la marca Liberbank. Posteriormente, la razón social de Effibank (Effibank, S.A.) también fue reemplazada y pasó a ser Liberbank, S.A.
Tras la creación del Sistema institucional de protección (SIP), se mantuvieron las marcas comerciales Cajastur, Caja de Extremadura y Caja Cantabria, así como la marca CCM (utilizada por el Banco de Castilla-La Mancha, entidad heredera de la desaparecida Caja Castilla-La Mancha y filial de Cajastur y, posteriormente, de Liberbank).

### Proyecto de fusión con Ibercaja Banco y salida a bolsa
El 29 de mayo de 2012, aprobó su fusión con Ibercaja y Caja3. De esta forma nacería la séptima entidad financiera española. Sin embargo, dicha fusión se canceló en octubre de 2012 como resultado del test de estrés de Oliver Wyman y las exigencias de capital que Liberbank mostraba en los escenarios de dicho documento.
El 20 de diciembre de 2012, la Comisión Europea autorizó el plan de reestructuración de Liberbank, de tal modo que esta entidad saldría a bolsa en el primer semestre de 2013, reduciendo así su tamaño en un 25% con respecto a 2010. A cambio, Liberbank recibió 124 millones de euros en ayudas en forma de bonos convertibles contingentes (CoCos) suscritos por el Fondo de Reestructuración Ordenada Bancaria (FROB) con un plazo máximo de amortización de dos años. También se exigió una drástica reorientación del negocio del banco: deberá abandonar en la práctica el sector inmobiliario, centrarse en el apoyo crediticio a las pymes de sus territorios de influencia y dedicarse prioritariamente al negocio minorista, limitando su presencia en el negocio de la banca mayorista.
El 16 de mayo de 2013, Liberbank salió a bolsa para canjear participaciones preferentes y deuda subordinada por acciones de la entidad cerrando la sesión con una capitalización de 734 millones de euros. Las cajas fundadoras mantuvieron una participación del 70% del capital social de Liberbank.
El 26 de marzo de 2014, se anunció que Liberbank preparaba una ampliación de capital para reforzar su situación de capital, amortizar anticipadamente los 124 millones de euros de 'CoCos' y pagar dividendos en 2015. El 21 de mayo de 2014, se acordó el aumento de capital por entre 500 y 575 millones de euros mediante dos colocaciones sucesivas de acciones: La primera, mediante la colocación privada entre inversores cualificados, en torno a 375 millones de acciones, aproximadamente 120 de nueva emisión y 255 millones de acciones propiedad de las cajas de ahorros. La segunda, por medio de un aumento de capital de aproximadamente 1000 millones de acciones con reconocimiento del derecho de suscripción preferente. Como consecuencia, las tres cajas de ahorros fundadoras pasaron de tener en torno al 70% de Liberbank a tener en torno al 45%.
El 23 de diciembre de 2014, Liberbank ejecutó la amortización anticipada de la totalidad de la emisión de obligaciones convertibles contingentes (CoCos) que, por importe de 124 millones de euros, fue suscrita por el FROB.
El 21 de abril de 2015, se anunció que el grupo operaría en toda España únicamente con la marca Liberbank y para ello se iniciaría un proceso de remodelación de la imagen y señalética de las distintas oficinas. En el caso de Banco de Castilla-La Mancha, dada su condición de filial, las oficinas pasaron a lucir la marca "Liberbank - Banco de Castilla-La Mancha".
El 6 de septiembre de 2017, la entidad anunció una ampliación de 500 millones de euros y desinversiones por otros 800 millones.
El 25 de octubre de 2017, las fundaciones bancarias accionistas de Liberbank vendieron el 19% del capital del banco por 122 millones de euros, para así obtener fondos con los que acudir a la mencionada ampliación de capital, procedimiento conocido como "operación blanca". Como consecuencia, las fundaciones bancarias pasaron a tener una participación del 24,2% de Liberbank, frente al 44% que tenían hasta entonces.

### Integración de Banco de Castilla-La Mancha
El 18 de diciembre de 2017, la Junta General de Accionistas de Banco de Castilla-La Mancha (del cual Liberbank poseía un 75% del capital) acordó una reducción y aumento de capital simultáneos para restablecer el equilibrio patrimonial de la entidad. Liberbank se comprometió a suscribir el 100% de la ampliación de capital, convirtiéndose en el único accionista de Banco de Castilla-La Mancha. El 31 de enero de 2018, esta operación fue inscrita en el Registro mercantil de Cuenca.
El 6 de febrero de 2018, los consejos de administración de Liberbank y de Banco de Castilla-La Mancha aprobaron su fusión mediante la absorción del segundo por el primero, titular de todas las acciones de Banco de Castilla-La Mancha, pues la Fundación Bancaria CCM (que poseía un 25% del capital del banco) no hizo uso de su derecho de suscripción preferente en el proceso de reducción y posterior aumento de capital de Banco de Castilla-La Mancha.
El 9 de octubre de 2018, se inscribió en el Registro Mercantil la escritura de fusión por absorción de Banco de Castilla-La Mancha por Liberbank.

### Integración en Unicaja Banco
El 12 de diciembre de 2018, Liberbank y Unicaja reconocieron su intención de fusionarse.
El 22 de febrero de 2019, Abanca anunció una opa de 1.700 millones de euros por Liberbank condicionada a que le dejaran acceder a sus cuentas antes del 1 de marzo. Sin embargo, Abanca renunció a ella después de que la Comisión Nacional del Mercado de Valores (CNMV) le impidiese condicionarla así como por la falta de apoyos entre el accionariado de Liberbank.
El 14 de mayo de 2019, Unicaja y Liberbank rompieron sus planes de fusión después de que esta decidiera no aceptar la ecuación de canje propuesta por Unicaja, que le daba un 40% del nuevo grupo.
El 7 de octubre de 2020, Unicaja y Liberbank reunieron a sus respectivos consejos de administración para aprobar el inicio de las negociaciones para su fusión.
El 29 de diciembre de 2020, los consejos de administración de Unicaja y Liberbank aprobaron la fusión por absorción de este último por Unicaja, con una ecuación de canje de una acción ordinaria nueva de Unicaja por cada acción 2,7705 acciones de Liberbank. Los accionistas de Unicaja tendrían el 59,5% del grupo resultante de la fusión, mientras que el 40,5% restante sería para los accionistas de Liberbank (entre ellos, Fundación Cajastur, Fundación Caja de Extremadura y Fundación Caja Cantabria). Esta operación permitiría crear el sexto mayor banco de España, con un volumen de activos cercano a los 110.000 millones de euros. El presidente de Unicaja, Manuel Azuaga, ocuparía el mismo cargo en la entidad resultante, mientras que el consejero delegado de Liberbank, Manuel Menéndez, desempeñaría este mismo puesto en el grupo hasta 2023. La sede social del "nuevo" banco estaría en Málaga, pero contaría además con centros operativos en esta ciudad andaluza, en Oviedo y en Madrid.
El 31 de marzo de 2021, las juntas de accionistas de ambos bancos aprobaron dicha operación. El 16 de julio de 2021, lo hizo el Gobierno, tras haberlo hecho también la Comisión Nacional de los Mercados y la Competencia (CNMC). El 30 de julio de 2021, se inscribió la escritura de la fusión en el Registro Mercantil de Málaga, dando lugar a una entidad con casi 113.000 millones de euros en activos, 1.400 oficinas, 9.700 trabajadores y más de 4,5 millones de clientes. El 2 de agosto, empezarían a cotizar las acciones del "nuevo" banco y dejarían de cotizar las de Liberbank, tras una ampliación de capital para hacer frente al canje de acciones previsto.
El 13 de abril de 2021, en el proceso de fusión por absorción de Liberbank con Unicaja, las fundaciones bancarias Cajastur, Caja Extremadura y Caja Cantabria disolvieron el pacto accionarial por el que desde el origen de Liberbank, en abril de 2011, sindicaron sus participaciones en el banco para actuar como un bloque único en el que la entidad asturiana ejerció el liderazgo por delegación de sus dos socios.
El 23 de mayo de 2022, Unicaja culminó la integración tecnológica y operativa de Liberbank. Desde principios de 2024, Unicaja empezó a implantar su nueva identidad corporativa en las oficinas procedentes de Liberbank hasta su culminación en 2025.

## Accionariado
A 31 de diciembre de 2020, su principal accionista eran las tres antiguas cajas de ahorros fundadoras (convertidas posteriormente en fundaciones), las cuales tenían sindicadas sus acciones y poseían conjuntamente un 23,883% de Liberbank (Fundación Cajastur, un 15,861%; Fundación Caja de Extremadura, un 4,721%; y Fundación Caja Cantabria, un 3,302%).

## Red de oficinas
A 30 de junio de 2021, Liberbank contaba con 575 sucursales, así como con 3.736 empleados.